# Eugene R. Black Sr
Eugene Robert Black Sr. (1er mai 1898 - 20 février 1992) est un banquier américain qui est président de la Banque mondiale de 1949 à 1963. Son père, un président de la Réserve fédérale des années 1930, est également nommé Eugene Robert Black.

## Biographie
Black est né à Atlanta, en Géorgie, en 1898. Il fréquente l'Université de Géorgie où il est membre de la Fraternité Chi Phi et de la Société littéraire Phi Kappa. Après avoir obtenu un AB en 1917, il s'enrôle dans la marine américaine. Pendant la Première Guerre mondiale, il est affecté aux convois dans l'Atlantique Nord.
Après avoir quitté la marine après la guerre, il rejoint la société d'investissement Harris, Forbes, & Co. Il travaille comme vendeur itinérant pour la société vendant des obligations et rencontrant des banquiers et des investisseurs. Il ouvre le premier bureau sud de l'entreprise à Atlanta et devient plus tard un associé de l'entreprise.
En 1933, il est embauché par la Chase Manhattan Bank comme vice-président. Il est ensuite vice-président principal du portefeuille d'investissement de Chase.
Il devient directeur exécutif de la Banque mondiale en 1947. Lorsque le président de la Banque, John McCloy, démissionne en 1949, Black, contre son gré, devient président de la Banque.
Tout en ne se joignant pas à la ferveur anticommuniste après la Seconde Guerre mondiale, Black est préoccupé par la propagation du communisme et son impact sur la propagation du capitalisme mondial. Il croit que la prospérité économique est une condition préalable essentielle à la liberté politique. Black veut retourner travailler pour Chase National, mais son engagement personnel envers les objectifs de la Banque mondiale l'emportent sur ce désir et il reste président de la Banque.
Au moment de son départ de la Banque mondiale, il a été président pendant 13 de ses 16 années d'existence, et la force de sa personnalité et ses liens avec chaque employé l'ont amené à être connu sous le nom de "Black's Bank".
En 1963, les États-Unis envisagent de poursuivre un programme de création d'un transport supersonique (SST) pour rivaliser avec le Concorde britannique et français. Le président Kennedy commande un examen externe de la faisabilité d'un programme SST financé par le gouvernement fédéral. La commission est dirigée par Black et Stanley Osborne, président d'Olin Mathieson Chemical Corporation. L'examen est achevé en décembre 1963 et remis au président Lyndon B. Johnson. Le rapport recommande de ne pas poursuivre une course contre le Concorde et à la place l'effort devrait se concentrer initialement sur la construction d'un avion d'essai pour la recherche.
De 1962 à 1968, Black est président de la Brookings Institution.
Le président Johnson choisit Black en 1966 pour être conseiller spécial du président sur le développement social et économique de l'Asie du Sud-Est. À ce poste, Black est chargé d'organiser et de créer la Banque asiatique de développement. C'est une tâche pour laquelle Black est initialement assez hésitant.
Black siège également à plusieurs conseils d'administration de sociétés et de fondations. La Fondation de l'Université de Géorgie nomme une bourse en son honneur et de ses réalisations. L'Université de Princeton lui décernée un doctorat honorifique en droit en 1960. Black est président du jury des prix Peabody de 1967 à 1977.